# Bell, Kalifornien
Bell är en stad (city) i Los Angeles County, i delstaten Kalifornien, USA. Enligt United States Census Bureau har staden en folkmängd på 35 731 invånare (2011) och en landarea på 6,5 km².